# Scot Davis
Scot Davis (Honolulu, Hawái) es un actor y director de fotografía estadounidense, conocido por su papel en 
Sin descanso.
Está casado con Kelly Corinne desde octubre de 2013.

## Filmografía
| Películas y series | Películas y series   | Películas y series | Películas y series |
| Año                | Película o serie     | Personaje          | Notas              |
| ------------------ | -------------------- | ------------------ | ------------------ |
| 2004               | Caso abierto         | -                  | -                  |
| 2006               | Sin descanso         | Brian Cross        | -                  |
| 2006               | A solas con mi madre | Best man           | -                  |
| 2011               | Hired help           | Trevor             | -                  |